# Steve James (attore)
Steve 'Lurch' James (New York, 19 febbraio 1952 – Burbank, 18 dicembre 1993) è stato un attore statunitense.

## Biografia
Steve James nacque a New York, figlio del trombettista Hubie James; la sua famiglia aveva parecchi collegamenti col mondo dello spettacolo: suo zio era l'attore James Wall, noto per il personaggio di Mr. Baxter nel programma per bambini Captain Kangaroo; il suo padrino fu l'attore e cantante Joe Seneca (noto per il ruolo del padre di Danny Glover in Silverado), che lo portava spesso al cinema quando era bambino, e fu soprattutto grazie a lui che James scelse di darsi alla recitazione. Nel 1970 si diplomò dalla Power Memorial Academy, e frequentò presso il C.W. Post College il corso di Arti e Film; dopo la laurea cominciò a trovare lavoro in spot pubblicitari e piccole produzioni; in seguitò divenne anche stuntman per produzioni girate a New York, come The Wiz, I guerrieri della notte e The Wanderers - I nuovi guerrieri; lavorò anche in TV, apparendo in telefilm come T.J. Hooker, Hazzard e più tardi Moonlighting e Raven. 
Negli anni 70 girò anche alcune pellicole di arti marziali prodotte a Hong Kong. Fu una pellicola del genere prodotta però in America che gli diede una certa fama, Guerriero americano con Michael Dudikoff, capostipite nel 1985 di una serie; James prenderà parte anche a Guerriero americano 2 - La sfida e Guerriero americano 3 - Agguato mortale, sempre al fianco di Dudikoff, con cui girò anche Avenging Force nel 1986; nello stesso anno fu nel cast di Delta Force con Chuck Norris e Lee Marvin.
Dopo una serie di lavori, quasi tutti nel genere arti marziali o azione, Steve James recitò in Bloodfist V: Human Target insieme a Don "The Dragon" Wilson, e partecipò al pilota della serie TV fantascientifica M.A.N.T.I.S.; venne anche ingaggiato per il ruolo di Jackson "Jax" Briggs in Mortal Kombat, adattamento del noto videogioco picchiaduro previsto per il 1995, ma non girerà la pellicola; ammalatosi di cancro al pancreas, morì il 18 dicembre 1993, nella sua casa, all'età di 41 anni. Bloodfist V uscirà l'anno successivo, mentre M.A.N.T.I.S. andrà in onda qualche settimana dopo.
James lasciò vedova Christine Pan, che aveva sposato nel 1992; al suo funerale gli elogi funebri vennero tenuti da lei, dall'attore Sidney Poitier (all'epoca datore di lavoro della vedova), dal padre Hubie James e dall'amico John A. Gallagher; i suoi resti furono cremati e racchiusi in un'urna posta nella sua casa a Burbank, in California.

## Filmografia

### Attore

#### Cinema
- The Education of Sonny Carson, regia di Michael Campus (1974) (non accreditato)
- La terra dimenticata dal tempo (The Land That Time Forgot), regia di Kevin Connor (1975)
- Si wang mo ta, regia di Joseph Kong e Kuo-Hsiang Lin (1978)
- I guerrieri della notte (The Warriors), regia di Walter Hill (1979)
- Times Square, regia di Allan Moyle (1980)
- He Knows You're Alone, regia di Armand Mastroianni (1980)
- Exterminator (The Exterminator), regia di James Glickenhaus (1980)
- The Mouse and the Woman, regia di Karl Francis (1980)
- Arturo (Arthur), regia di Steve Gordon (1981) (non accreditato)
- Executor (The Soldier), regia di James Glickenhaus (1982)
- Vigilante, regia di William Lustig (1983)
- Fratello di un altro pianeta (The Brother from Another Planet), regia di John Sayles (1984)
- Vivere e morire a Los Angeles (To Live and Die in L.A.), regia di William Friedkin (1985)
- Guerriero americano (American Ninja), regia di Sam Firstenberg (1985)
- La donna esplosiva (Weird Science), regia di John Hughes (1985) (non accreditato)
- Dietro la maschera (Mask), regia di Peter Bogdanovich (1985)
- I cacciatori della notte (Avenging Force), regia di Sam Firstenberg (1986)
- Vietnam: la grande fuga (Behind Enemy Lines), regia di Gideon Amir (1986)
- Delta Force (The Delta Force), regia di Menahem Golan (1986)
- Guerriero americano 2: La sfida (American Ninja 2: The Confrontation), regia di Sam Firstenberg (1987)
- Hollywood Shuffle, regia di Robert Townsend (1987)
- Scappa, scappa... poi ti prendo! (I'm Gonna Git You Sucka), regia di Keenen Ivory Wayans (1988)
- Un eroe per il terrore (Hero and the Terror), regia di William Tannen (1988)
- La grande promessa (Johnny Be Good), regia di Bud S. Smith (1988)
- Riverbend, regia di Sam Firstenberg (1989)
- Guerriero americano 3: Agguato mortale (American Ninja 3: Blood Hunt), regia di Cedric Sundstrom (1989)
- Il cacciatore di taglie (Street Hunter), regia di John A. Gallagher (1990)
- Mister Johnson, regia di Bruce Beresford (1990)
- McBain, regia di James Glickenhaus (1991)
- I protagonisti (The Player), regia di Robert Altman (1992)
- Weekend con il morto 2 (Weekend at Bernie's II), regia di Robert Klane (1993)
- Bloodfist V - Bersaglio umano (Bloodfist V: Human Target), regia di Jeff Yonis (1994)

#### Televisione
- La valle dei pini (All My Children) – serial TV (1970)
- Muggable Mary, Street Cop – film TV (1982)
- T.J. Hooker – serie TV, episodio 4x01 (1984)
- P/S - Pronto soccorso (E/R) – serie TV, episodio 1x10 (1984)
- Hazzard (The Dukes of Hazzard) – serie TV, episodio 7x10 (1984)
- Fatal Vision – miniserie TV (1984)
- Hotel – serie TV, episodio 2x11 (1985)
- The Atlanta Child Murders – miniserie TV (1985)
- C.A.T. Squad – film TV (1986)
- Moonlighting – serie TV, episodio 3x03 (1984)
- C.A.T. Squad: Python Wolf – film TV (1988)
- Hammer, Slammer, & Slade – film TV (1990)
- Raven – serie TV, episodio 2x09 (1984)
- Mantide – film TV (1994)

### Controfigure, stuntman e altro
- The Education of Sonny Carson, regia di Michael Campus (1974) (stuntman)
- Oliver's Story, regia di John Korty (1978) (stuntman)
- The Wiz, regia di Sidney Lumet (1978) (stuntman) (non accreditato)
- The Wanderers - I nuovi guerrieri (The Wanderers), regia di Philip Kaufman (1979) (stuntman) (non accreditato)
- Vestito per uccidere (Dressed to Kill), regia di Brian De Palma (1980) (stuntman) (non accreditato)
- He Knows You're Alone, regia di Armand Mastroianni (1980) (stuntman) (non accreditato)
- Exterminator, regia di James Glickenhaus (1980) (fight consultant)
- Bronx 41º distretto di polizia (Fort Apache, The Bronx), regia di Daniel Petrie (1981) (stuntman) (non accreditato)
- Wolfen, la belva immortale (Wolfen), regia di Michael Wadleigh (1981) (stuntman)
- Ragtime, regia di Miloš Forman (1981) (stuntman)
- Philadelphia Security, regia di Lewis Teague (1982) (stuntman)
- Hanky Panky - Fuga per due (Hanky Panky), regia di Sidney Poitier (1982) (stuntman)
- Fratello di un altro pianeta (The Brother from Another Planet), regia di John Sayles (1984) ( coordinatore stuntman)

### Sceneggiatore
- Il cacciatore di taglie (Street Hunter), regia di John A. Gallagher (1990)